# Alceu Collares
Alceu Collares   (Bagé, 12 de maig de 1927 - 24 de desembre de 2024) va ser un advocat i polític brasiler, alcalde de Porto Alegre i governador de l'estat de Rio Grande do Sul (1991-1994).